# Nicolas de Forca Palena
Nicolas de Forca Palena, né le 10 septembre 1349 à Forca Palena dans les Abruzzes et mort le 1er octobre 1449 à Rome, est un religieux italien béatifié par l'Église catholique le 27 août 1771.

## Biographie
Il naît dans une famille modeste et pieuse de Forca, dépendant de Palena. Il intègre le Tiers-Ordre franciscain et mène une vie austère et tournée vers la pénitence. Il entreprend un pèlerinage à Rome sur la tombe des apôtres où il sent un appel pour mener une vie encore plus austère et tournée vers la prière. Il fonde un ermitage dans les hauteurs de Rome, puis un autre à Naples, avant de retourner à Rome en 1419. Il fonde le couvent Santa Maria delle Grazie de Naples et un hospice donnant sur la place Sant'Agnello. Il assiste aux cérémonies de l'Année Sainte 1400 célébrées par Boniface IX.
Nicolas de Forca Palena rencontre le bienheureux Pierre de Pise et ils fondent ensemble la congrégation des pauvres ermites de Saint Jérôme approuvée par Eugène IV en 1437. Ce dernier avait déjà mesuré auparavant la réputation de sainteté de vie de Nicolas de Forca Palena et avait approuvé la fondation de plusieurs couvents, notamment à Florence. La congrégation avait reçu l'approbation de Martin V en 1421, elle reçoit l'approbation définitive en 1446.
Nicolas de Forca Palena fonde le couvent Saint-Onuphre sur le Janicule avec une grande église reconstruite en 1439. Il meurt le 1er octobre 1449 à l'âge de cent ans. Il est enterré dans cette église qu'il avait contribué à faire bâtir. Sa dépouille est translatée sous le maître-autel en 1772, quelques mois après sa béatification par Clément XIV.